# Lavdrim Hajrulahu
Lavdrim Hajrulahu (Losanna, 7 marzo 1998) è un calciatore svizzero naturalizzato kosovaro, difensore del Neuchâtel Xamax.

## Carriera

### Nazionale
Di origini kosovare, nel giugno del 2021 è stato convocato per la prima volta dalla nazionale balcanica, esordendo con i Dardanët l'8 giugno, nell'amichevole persa per 1-2 contro la Guinea.

## Statistiche

### Presenze e reti nei club
Statistiche aggiornate al 2 marzo 2024.
| Stagione        | Squadra              | Campionato      | Campionato | Campionato | Coppe nazionali | Coppe nazionali | Coppe nazionali | Coppe continentali | Coppe continentali | Coppe continentali | Altre coppe | Altre coppe | Altre coppe | Totale | Totale | Totale |
| Stagione        | Squadra              | Comp            | Pres       | Reti       | Comp            | Pres            | Reti            | Comp               | Pres               | Reti               | Comp        | Pres        | Reti        | Pres   | Reti   |        |
| --------------- | -------------------- | --------------- | ---------- | ---------- | --------------- | --------------- | --------------- | ------------------ | ------------------ | ------------------ | ----------- | ----------- | ----------- | ------ | ------ | ------ |
| gen.-giu. 2017  | Stade Lausanne-Ouchy | 1L              | 2          | 0          | CS              | -               | -               | -                  | -                  | -                  | -           | -           | -           | 2      | 0      |        |
| 2017-2018       | Stade Lausanne-Ouchy | PL              | 14         | 0          | CS              | 0               | 0               | -                  | -                  | -                  | -           | -           | -           | 14     | 0      |        |
| 2018-2019       | Stade Lausanne-Ouchy | PL              | 19         | 0          | -               | -               | -               | -                  | -                  | -                  | -           | -           | -           | 19     | 0      |        |
| 2019-2020       | Stade Lausanne-Ouchy | CL              | 21         | 1          | CS              | 1               | 0               | -                  | -                  | -                  | -           | -           | -           | 22     | 1      |        |
| 2020-2021       | Stade Lausanne-Ouchy | CL              | 25         | 0          | CS              | 0               | 0               | -                  | -                  | -                  | -           | -           | -           | 25     | 0      |        |
| 2021-2022       | Stade Lausanne-Ouchy | CL              | 35         | 0          | CS              | 3               | 0               | -                  | -                  | -                  | -           | -           | -           | 38     | 0      |        |
| 2022-2023       | Stade Lausanne-Ouchy | CL              | 32+2       | 2          | CS              | 2               | 0               | -                  | -                  | -                  | -           | -           | -           | 36     | 2      |        |
| 2023-2024       | Stade Lausanne-Ouchy | SL              | 25         | 0          | CS              | 3               | 0               | -                  | -                  | -                  | -           | -           | -           | 28     | 0      |        |
| Totale carriera | Totale carriera      | Totale carriera | 173+2      | 3          |                 | 9               | 0               |                    | -                  | -                  |             | -           | -           | 184    | 3      |        |

### Cronologia presenze e reti in nazionale
| Cronologia completa delle presenze e delle reti in nazionale ― Kosovo | Cronologia completa delle presenze e delle reti in nazionale ― Kosovo | Cronologia completa delle presenze e delle reti in nazionale ― Kosovo | Cronologia completa delle presenze e delle reti in nazionale ― Kosovo | Cronologia completa delle presenze e delle reti in nazionale ― Kosovo | Cronologia completa delle presenze e delle reti in nazionale ― Kosovo | Cronologia completa delle presenze e delle reti in nazionale ― Kosovo | Cronologia completa delle presenze e delle reti in nazionale ― Kosovo |
| Data                                                                  | Città                                                                 | In casa                                                               | Risultato                                                             | Ospiti                                                                | Competizione                                                          | Reti                                                                  | Note                                                                  |
| --------------------------------------------------------------------- | --------------------------------------------------------------------- | --------------------------------------------------------------------- | --------------------------------------------------------------------- | --------------------------------------------------------------------- | --------------------------------------------------------------------- | --------------------------------------------------------------------- | --------------------------------------------------------------------- |
| 8-6-2021                                                              | Manavgat                                                              | Kosovo                                                                | 1 – 2                                                                 | Guinea                                                                | Amichevole                                                            | -                                                                     | 46’                                                                   |
| 11-6-2021                                                             | Manavgat                                                              | Kosovo                                                                | 1 – 0                                                                 | Gambia                                                                | Amichevole                                                            | -                                                                     |                                                                       |
| Totale                                                                |                                                                       | Presenze                                                              | 2                                                                     |                                                                       | Reti                                                                  | 0                                                                     |                                                                       |

## Palmarès

### Club

#### Competizioni nazionali
- Promotion League: 1

Stade Lausanne-Ouchy: 2018-2019